# Щербаков Олексій Іванович
Алексє́й Іва́нович Щербако́в (1858—1944) — російський лікар-терапевт, професор Варшавського та Новоросійського університетів.

## Біографія
Алексє́й Щербаков здобув середню освіту у другій Московській гімназії.
У 1879 році закінчив курс на фізико-математичному факультеті Московського університету природничого відділення та прийнятий лаборантом при лабораторії органічної хімії Московського університету.
У 1883 році закінчив курс на медичному факультеті Московського університету, де з 1884 по 1887 рік був ординатором пропедевтичної клініки.
У 1895 році призначений професором Варшавського університету на кафедрі госпітальної терапевтичної клініки.
Попечитель Одеської (з 1908) і Ризької (з 1913) учбових округ.
З 1908 року до 1915 року О. І. Щербаков був професором бальнеології Новоросійського університету.
У першій половині листопада 1920 року прибув до Королівства сербів, хорватів і словенців, у Врнячка Баню; у 1921 році був призначений радником-бальнеологом у Міністерстві Охорони здоров'я у Белграді, а у 1924 році був обраний професором бальнеології на медичному факультеті Белградського університету. До другої світової війни займався науковими працями та практикою; був представником Югославії на міжнародних конгресах бальнеології та кліматології в Ліоні (у 1927 році) та Будапешті (у 1929 році).